# Библиотека Гладстона
Библиотека Гладстона (англ. Gladstone's Library), известная до 2010 года как Библиотека Святого Дейниола (англ. St Deiniol's Library, валл. Llyfrgell Deiniol Sant) — публичная библиотека в Хавардене, в графстве Флинтшир, в Уэльсе.
Библиотека была основана Уильямом Юартом Гладстоном в 1894 году. В библиотеке содержится 250 000 книг, журналов и брошюр, в основном художественные произведения и книги с тематикой гуманитарных наук. Основными специализациями библиотечного фонда являются книги по теологии и исследования посвящённые Викторианской эпохе.
Значительную часть собрания книг составляет личная библиотека Гладстона из 32 000 томов, также здесь хранятся письма премьер-министра, не связанные с политикой, черновики его речей и личные бумаги. Кроме того, в состав фонда входят Францисканская библиотека епископа Мурмэна и коллекция манускриптов семейств Глинн и Гладстон из Хавардена.
В комплекс библиотеки помимо хранилища и читальных залов входят часовня, ресторан и гостиница, библиотека предоставляет помещения для проведения конференций.